# 川村優
川村 優（かわむら まさる、1926年5月3日 - 2016年）は、日本の郷土史学者。学位は、博士（日本史学）。千葉県出身。

## 来歴
千葉県長生郡白子町生まれ。復員後、1947年千葉師範学校本科卒業。中学校教諭勤務後、1953年千葉県庁に入庁。千葉県史編さん事業に従事、編纂室長。1965年千葉大学および千葉敬愛短期大学非常勤講師を務めた。1999年駒澤大学にて博士（日本史学）の学位を取得。
1990年～2006年千葉県郷土史研究連絡協議会会長、顧問を歴任。日本古文書学会評議員。地方史研究協議会評議員。社会経済史学会、法制史学会、日本歴史学会、地方史研究協議会、日本文化社会学会などに所属。日本村落自治史料調査研究所を主宰。在野にありながら郷土史研究を行う。著書に「旗本知行所の研究」「日本地図にかけた人生」など多数。

## 受賞
- 2000年 文部大臣表彰（地域文化振興）

## 著書
- 『旗本知行所の研究』(思文閣史学叢書)思文閣出版 1988
- 『旗本知行所の支配構造 旗本石河氏の知行所支配と家政改革』吉川弘文館 1991
- 『伊能忠敬見事なり、二度の人生 わが国自然科学の父』東京書店 1994
- 『日本地図に賭けた人生』東京書店 1997
- 『旗本領郷村の研究』(近世史研究叢書) 岩田書院 2004
- 『房総人物伝 千葉ゆかりの先覚者たち』崙書房出版 2013
- 『新しい伊能忠敬 一農民・一商人から地理学者へ (ふるさと文庫) 崙書房出版 2014

### 共編著
- 『千葉県の歴史』(県史シリーズ) 小笠原長和共著 山川出版社 1971
- 『近世農政史料集 3 (旗本領名主日記)』児玉幸多共編 吉川弘文館 1972
- 『郷土史事典千葉県』編. 昌平社 1979
- 『古文書に歴史を読む 1』秋山高志共編 柏書房 1981
- 『論集房総史研究』編 名著出版 1982
- 『わが町の歴史・千葉』(わが町の歴史シリーズ)三浦茂一共編著 文一総合出版 1987
- 『旗本の村落支配史料 3』 編. 日本村落自治史料調査研究所 2002

### 記念論文集
- 『近世の村と町』川村優先生還暦記念会 編 吉川弘文館 1988

## 論文
- <川村優